# Wybrzeże marszowe

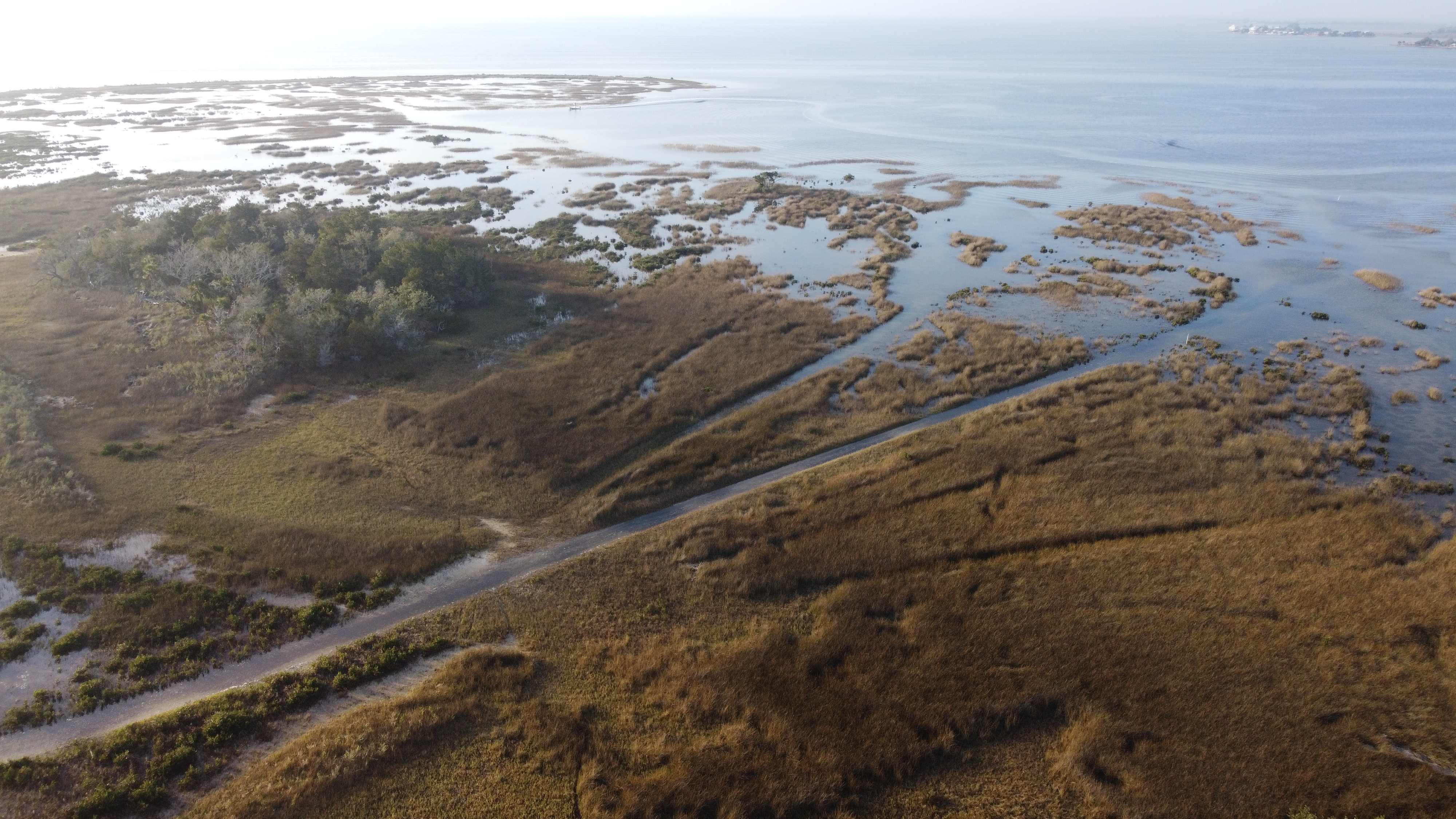
Wybrzeże marszowe na Florydzie

Wybrzeże marszowe – typ płaskiego wybrzeża morskiego z grupy wybrzeży talasogenicznych (ukształtowanych przez procesy falowe i pływowe). Ze względu na genezę przydziela się je do tzw. wybrzeży wynurzonych. Zostało ono uformowane w wyniku akumulacji rzecznej aluwiów w lagunach, następnie poprzez zamulanie oraz zarastanie roślinnością bagienną. Roślinność występująca na wybrzeżach marszowych jest specyficzna – tworzy słone bagna, porastane jedynie przez gatunki roślin tolerujących znaczne zasolenie wód. Tego typu wybrzeża charakteryzuje równinna rzeźba terenu o torfiasto-bagiennym podłożu. Występują m.in. w Niemczech, Holandii, a także w Polsce (okolice Międzyzdrojów). Wybrzeżom marszowym często towarzyszy obecność wattów (równi pływowych), które tworzą się, kiedy amplituda pływów jest stosunkowo duża. Prowadzi to do powstawania okresowo suchego dna laguny (a właściwie wattu). Wybrzeża typu marszowego przyrastają w pionie w tempie około 1,5 cm w ciągu roku.